# Мейс (окръг, Оклахома)
Окръг Мейс (на английски: Mayes County) е окръг в щата Оклахома, Съединени американски щати. Площта му е 1772 km², а населението – 38 369 души (2000). Административен център е град Прайър.